# Someday (singel Nickelback)
Someday (pol. Kiedyś) – pierwszy singel kanadyjskiej grupy rockowej Nickelback, pochodzący z wydanego w 2003 roku albumu The Long Road. Utwór trwa 3 minuty i 29 sekund. Jest to jedyny utwór w dorobku grupy, do którego tekst napisała więcej niż jedna osoba. Prócz Chada Kroegera, udział w pisaniu mieli również gitarzysta prowadzący Ryan Peake, oraz basista Mike Kroeger. Utwór został zamieszczony na trzeciej pozycji na krążku. Prócz utworu otwierającego płytę, "Flat on the Floor" jest najkrótszym utworem zamieszczonym na krążku. Na stronie B singla zespół zamieścił nową wersję utworu "Slow Motion", nagraną podczas sesji do płyty "The Long Road", oraz wersję mix wykonaną specjalnie na potrzeby singla. Jest ona krótsza od wersji studyjnej, trwa bowiem 3 minuty i 17 sekund.

## Znaczenie tekstu, kompozycja
Słowa utworu traktują o nieudanym związku. Wokalista śpiewa, że ukochana osoba odchodzi, zastanawia się co było nie tak. Świadczyć o tym może fragment tekstu "how the hell'd we wind up like this". Wokalista chciałby żeby ludzie mogli przedyskutować swoje problemy, a nie rozstać się. Utwór "Someday" dość często był porównywany z utworem "How You Remind Me" z 2001 roku, w którym wokalista poruszył podobny problem.
Brzmienie utworu początkowo zaczyna się balladowo, gdzie słychać grę gitary akustycznej. W refrenach utwór zyskuje na ciężkości, słychać jest melodyjne i ciężkie riffy gitarowe. Utwór posiada także krótką solówkę gitarową. Jest utrzymany w typowej dla zespołu budowie utworu, cechującej się charakterystycznym schematem zwrotka-refren oraz kontrast między cichymi i spokojnymi zwrotkami a głośnym, dynamicznym powtarzającym się refrenem.
Zespół spotkał się także z krytyką, za zbyt duże podobieństwo utworu "Someday" do piosenki "How You Remind Me". Zarzucano grupie że oba utwory mają taką samą strukturę muzyczną i styl.

## Sukces
Singel z utworem ukazał się 1 września w Niemczech, pięć dni później nastąpiła jego premiera w Stanach. 15 września ukazał się w Wielkiej Brytanii. "Someday" osiągnął pierwsze miejsce na kanadyjskich listach przebojów, utrzymał się na nich przez trzy tygodnie, zajął także miejsce w pierwszej dziesiątce amerykańskich notowań (miejsce 7). Utwór znalazł się także w Top 10 UK Singles Chart. Poza tym dotarł do 4 pozycji w Australii, 9 w Nowej Zelandii. Utwór w roku 2004 otrzymał nominację do nagrody Grammy w kategorii "Best Rock Song", oraz nominację do kanadyjskiej nagrody Juno w kategorii "Single of the Year". Singel otrzymał także status złotej płyty, przyznanej grupie przez RIAA. "Someday" jest czwartym singlem w dorobku zespołu, który otrzymał status. Wcześniej uczynił to singel z utworem "How You Remind Me", a później "Figured You Out", oraz "Photograph".

## Utwór na koncertach
Utwór regularnie grany jest na koncertach grupy. Tradycją już stało się, że podczas wykonywania utworu na żywo, partię gitary akustycznej gra członek ekipy technicznej Tim "Timmy" Dawson. Utwór bardzo często jest także wykonywany w wersji akustycznej. Trafił m.in. na nieoficjalny minialbum koncertowy grupy "MTV Unplugged", zarejestrowany w 2003 roku. Akustyczna wersja utworu nagrana specjalnie dla Rolling Stone, trafiła później na stronę B singla "If Everyone Cared".

## Teledysk
Teledysk utworu przedstawiony jest w formie opowieści. W pierwszej chwili widzimy kłótnię pary. Zdaje się, jakby kobieta ignorowała ukochanego. Pakuje walizkę i wsiada do samochodu pomimo sprzeciwów mężczyzny. Rusza, a on cały czas za nią biegnie. Zbliżają się do skrzyżowania, gdzie w samochód uderza ciężarówka. Zbiera się tłum gapiów. Kobieta wychodzi z samochodu jako duch i przytula się do mężczyzny. Wyjaśnieniem jest ostatnie ujęcie: artykuł w gazecie o tytule "Człowiek tragicznie umarł w katastrofie". Wiemy więc, że załamana kobieta nie kłóciła się z ukochanym, lecz chciała uciec od jego śmierci. Przypadkiem trafiła w jego ramiona już na "tamtym świecie". Teledysk kręcono w lipcu 2003 roku. Premiera odbyła się miesiąc później. Reżyserem teledysku jest Nigel Dick.

## Lista utworów na singlu
Single CD:
| Nr. |  | Tytuł                  | Tekst                            | Muzyka     | Długość |
| --- |  | ---------------------- | -------------------------------- | ---------- | ------- |
| 1.  |  | "Someday" (Single Mix) | Ch.Kroeger / R.Peake / M.Kroeger | Nickelback | 3:14    |
| 2.  |  | "Someday" (Album Mix)  | Ch.Kroeger / R.Peake / M.Kroeger | Nickelback | 3:25    |
|     |  |                        |                                  |            |         |

CD Maxi Single:
| Nr. |  | Tytuł                     | Tekst                            | Muzyka     | Długość |
| --- |  | ------------------------- | -------------------------------- | ---------- | ------- |
| 1.  |  | "Someday" (Album Version) | Ch.Kroeger / R.Peake / M.Kroeger | Nickelback | 3:29    |
| 2.  |  | "Someday" (Album Mix)     | Ch.Kroeger / R.Peake / M.Kroeger | Nickelback | 3:25    |
| 3.  |  | "Slow Motion"             | Chad Kroeger                     | Nickelback | 3:32    |
|     |  |                           |                                  |            |         |

CD Maxi Single:
| Nr. |  | Tytuł                        | Tekst                            | Muzyka     | Długość |
| --- |  | ---------------------------- | -------------------------------- | ---------- | ------- |
| 1.  |  | "Someday" (Album Version)    | Ch.Kroeger / R.Peake / M.Kroeger | Nickelback | 3:29    |
| 2.  |  | "Slow Motion"                | Chad Kroeger                     | Nickelback | 3:32    |
| 3.  |  | "Someday" (Acoustic Version) | Ch.Kroeger / R.Peake / M.Kroeger | Nickelback | 3:32    |
|     |  |                              |                                  |            |         |

## Twórcy
Nickelback
- Chad Kroeger – śpiew, gitara rytmiczna, produkcja
- Ryan Peake – gitara prowadząca, wokal wspierający
- Mike Kroeger – gitara basowa
- Ryan Vikedal – perkusja

Muzycy sesyjni
- Tim "Timmy" Dawson - gitara akustyczna

Produkcja
- Nagrywany: Kwiecień - Sierpień 2003 w studiu "Green House Studios" (Burnaby) oraz w "Mountain View Studios" (Abbotsford) w Vancouver
- Producent muzyczny: Chad Kroeger, Joe Moi
- Miks utworu: Randy Staub w "The Warehouse Studios" w Vancouver
- Asystent inżyniera dźwięku: Zach Blackstone
- Mastering: George Marino w "Sterling Sound"
- Koordynator prac albumu: Kevin “Chief” Zaruk
- Aranżacja: Chad Kroeger, Ryan Peake, Mike Kroeger, Ryan Vikedal
- Tekst piosenki: Chad Kroeger, Ryan Peake, Mike Kroeger

Inni
- Management: Bryan Coleman z Union Entertainment Group
- Pomysł okładki: Nickelback
- Wytwórnia: Roadrunner Records

## Nominacje
- (2004) - Nagroda Grammy w kategorii "Best Rock Song"
- (2004) - Nagroda Juno w kategorii "Single of the Year"

## Notowania
| Lista                                     | Najwyższa pozycja |
| ----------------------------------------- | ----------------- |
| U.S. Billboard Hot 100                    | 7                 |
| U.S. Billboard Top 40 Mainstream          | 2                 |
| U.S. Billboard Radio Songs                | 7                 |
| U.S. Billboard Digital Songs              | 56                |
| U.S. Billboard Modern Rock Tracks         | 4                 |
| U.S. Billboard Hot Adult Top 40 Tracks    | 1                 |
| U.S. Billboard Hot Modern Rock Tracks     | 4                 |
| U.S. Billboard Hot Mainstream Rock Tracks | 2                 |
| Canadian Singles Chart                    | 1                 |
| UK Singles Chart                          | 6                 |
| Australian Singles Chart                  | 4                 |
| New Zealand Singles Chart                 | 9                 |
| Irish Singles Chart                       | 18                |
| Dutch Top 40                              | 11                |
| Austrian Singles Chart                    | 11                |
| Swedish Singles Chart                     | 35                |
| Swiss Singles Chart                       | 14                |
| French Singles Chart                      | 61                |